# Santuario della Madonna di Carbognano
Il santuario della Madonna di Carbognano si trova nel territorio del comune di Gemmano in provincia di Rimini.
Situato lungo l'argine destro del fiume Conca e sul fianco destro della collina di Gemmano, il santuario appare come una piccola chiesetta bianca in contesto rurale. Negli ultimi anni è divenuto meta di frequenti pellegrinaggi, sia dai paesi limitrofi che da fuori Regione.

## Storia
La chiesa è situata dove un tempo sorgeva un piccolo tempio pagano dedicato al Dio Pan, edificato dalla famiglia romana Carbonia. Fu solo intorno all'anno 1260 che un gruppo di frati francescani costruì sui resti dell'antico tempio romano un piccolo convento consacrato a San Francesco.

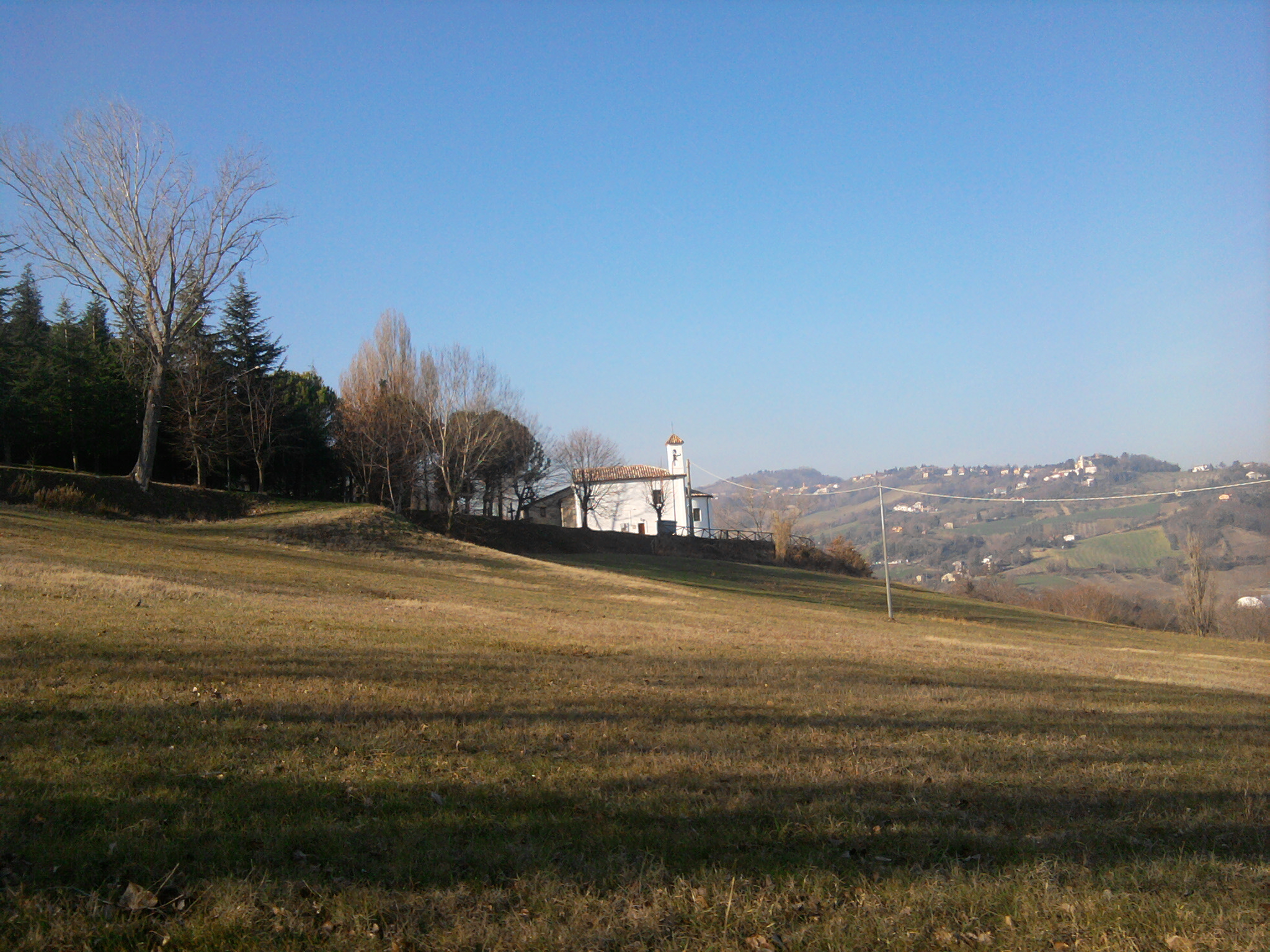
Panoramica del Santuario

Nell'anno 1500 la chiesa fu consacrata alla Madonna (di Carbognano), la quale popolarità aumentò notevolmente nel corso degli anni, ospitando migliaia di pellegrini spinti dalla preghiera e dalle grazie ricevute. Tale afflusso di fedeli contribuì anche alla raccolta fondi, grazie alla quale la chiesetta venne ampliata negli anni.
Nel 1800 i carbognanesi nominarono loro protettore San Vincenzo, quale domenicano predicatore che visse tra gli umili ed aiutò gli oppressi.
Negli anni recenti la chiesetta, strutturalmente decadente, è stata ristrutturata all'esterno e anche all'interno per quanto riguarda la parte dedicata all'accoglienza di pellegrini e gruppi di giovani o scout.

## Feste e ricorrenze
Dal 1982, ogni 1º maggio, si svolge la celebrazione di San Vincenzo: una processione che si conclude con una Messa e diversi stand gastronomici (e non solo) all'esterno, il tutto condito da una band che suona musica tradizionale romagnola dalla mattina alla sera. Di recente tale festa è stata rinominata in “Sagra della fava e del formaggio”.
In questo luogo si svolge anche, ogni agosto, la Sagra della frittura "Il Mare in Collina", giunta alla quattordicesima edizione e dedicata agli amanti del cibo ittico.